# Embolic a Broadway
Embolic a Broadway (títol original en anglès, She's Funny That Way) és una pel·lícula de comèdia screwball de 2014 dirigida per Peter Bogdanovich i coescrita amb Louise Stratten. És protagonitzada per Owen Wilson, Imogen Poots, Kathryn Hahn, Will Forte, Rhys Ifans i Jennifer Aniston. Va ser el primer llargmetratge que va dirigir Bogdanovichen 13 anys des de The Cat's Meow i l'últim llargmetratge no documental que va dirigir abans de la seva mort el 2022. S'ha doblat al català.
Es va estrenar en una selecció limitada de cinemes als Estats Units i es va llançar a la carta el 21 d'agost de 2015.